# Marc-Édouard Vlasic
Marc-Édouard Vlasic (ur. 30 marca 1987 w Montrealu) – kanadyjski hokeista pochodzenia chorwackiego, reprezentant Kanady, olimpijczyk.

## Kariera hokejowa

### Kariera klubowa
- West Island Lions (2002-2003)
- Quebec Remparts (2003-2006)
- San Jose Sharks (2006-)
  -  Worcester Sharks (2007)

Od 2003 przez cztery lata grał w kanadyjskiej lidze juniorskiej QMJHL w ramach CHL. W pierwszym roku nie był wyróżniającym się zawodnikiem zdobywając w sezonie zasadniczym 10 punktów w 41 spotkaniach. Od kolejnego sezonu stał się jednak czołową postacią zespołu, występując w 136 spotkaniach sezonu zasadniczego oraz 36 fazy play-off. W sezonie 2005/2006 razem z drużyną z Québecu zdobył Memorial Cup. 22 lipca 2005 roku został wybrany jako 35 zawodnik w drafcie NHL. Po raz pierwszy zagrał w meczu National Hockey League 5 października 2006 roku, kiedy to uczestniczył w spotkaniu przeciwko St. Louis Blues. Swój pierwszy punkt zdobył 18 dni później 23 października w meczu przeciwko Columbus Blue Jackets zaliczył asystę przy bramce Marcela Goca. 22 listopada 2006 roku zdobył swoją pierwszą bramkę w NHL, co przy asyście w tym spotkaniu dało mu po raz pierwszy w karierze miano najlepszego zawodnika spotkania. Po zakończeniu sezonu został wybrany do drużyny najlepszych debiutantów ligi, czyli NHL All-Rookie Team oraz debiutantem roku wśród zawodników San Jose Sharks. 27 sierpnia 2008 podpisał tym klubem czteroletni kontrakt, w czasie którego ma zarobić 12,4 miliona dolarów. W lipcu 2012 przedłużył kontrakt o pięć lat.

### Kariera reprezentacyjna
Uczestniczył w turniejach mistrzostw świata 2009, 2013, 2017, 2018, zimowych igrzysk olimpijskich 2014, Pucharu Świata 2016.

## Życie prywatne
Ma trzech młodszych braci: Thomasa, Charlesa i Jamesa. Dwoje ostatnich jest bliźniakami. Wakacje spędza w Melmerby Beach w Nowej Szkocji. Jego przydomek „Pickles” pochodzi od amerykańskiej firmy produkującej nabiał „Vlasic Pickles”. Nazywany jest również „The Stork”, czy bocianem. Etymologia tego pseudonimu pochodzi od maskotki ww. firmy.

## Sukcesy
Reprezentacyjne
- Srebrny medal mistrzostw świata: 2009, 2017
- Złoty medal zimowych igrzysk olimpijskich: 2014
- Puchar Świata: 2016

Klubowe
- Memorial Cup – mistrzostwo CHL: 2006 z Quebec Remparts
- Mistrzostwo dywizji NHL: 2008, 2009, 2010, 2011 z San Jose Sharks
- Presidents’ Trophy: 2009 z San Jose Sharks

Indywidualne
- Sezon NHL (2006/2007):
  - NHL All-Rookie Team

Wyróżnienia
- Nagroda „Sharks Rookie of the Year” w 2007 dla debiutanta roku w zespole San Jose Sharks[6]

## Statystyki

### Sezon zasadniczy i play-off
| 2003–04     | Quebec Remparts  | QMJHL       | 41  | 1  | 9   | 10  | 4   | 5   | 0 | 1  | 1  | 0  |
| 2004–05     | Quebec Remparts  | QMJHL       | 70  | 5  | 25  | 30  | 33  | 13  | 2 | 7  | 9  | 2  |
| 2005–06     | Quebec Remparts  | QMJHL       | 66  | 16 | 57  | 73  | 57  | 23  | 5 | 24 | 29 | 10 |
| 2006–07     | San Jose Sharks  | NHL         | 81  | 3  | 23  | 26  | 18  | 11  | 0 | 1  | 1  | 2  |
| 2007–08     | San Jose Sharks  | NHL         | 82  | 2  | 12  | 14  | 24  | 13  | 0 | 1  | 1  | 0  |
| 2007–08     | Worcester Sharks | AHL         | 1   | 0  | 2   | 2   | 0   | –   | – | –  | –  | –  |
| 2008–09     | San Jose Sharks  | NHL         | 82  | 6  | 30  | 36  | 42  | 6   | 0 | 1  | 1  | 0  |
| 2009–10     | San Jose Sharks  | NHL         | 64  | 3  | 13  | 16  | 33  | 15  | 0 | 3  | 3  | 4  |
| 2010–11     | San Jose Sharks  | NHL         | 80  | 4  | 14  | 18  | 18  | 18  | 0 | 3  | 3  | 4  |
| 2011–12     | San Jose Sharks  | NHL         | 82  | 4  | 19  | 23  | 40  | 5   | 0 | 0  | 0  | 2  |
| 2012–13     | San Jose Sharks  | NHL         | 48  | 3  | 4   | 7   | 29  | 11  | 1 | 1  | 2  | 6  |
| 2013–14     | San Jose Sharks  | NHL         | 81  | 5  | 19  | 24  | 38  | 5   | 1 | 2  | 3  | 0  |
| 2014–15     | San Jose Sharks  | NHL         | 70  | 9  | 14  | 23  | 23  | –   | – | –  | –  | –  |
| 2015–16     | San Jose Sharks  | NHL         | 67  | 8  | 31  | 39  | 48  | 24  | 1 | 11 | 12 | 12 |
| 2016–17     | San Jose Sharks  | NHL         | 75  | 6  | 22  | 28  | 35  | 6   | 0 | 3  | 3  | 2  |
| NHL łącznie | NHL łącznie      | NHL łącznie | 812 | 53 | 201 | 254 | 348 | 114 | 3 | 26 | 29 | 32 |

### Międzynarodowe
| Rok                | Drużyna            | Turniej            | Wynik              |    | M | G | A | Pkt | Min |
| ------------------ | ------------------ | ------------------ | ------------------ | -- | - | - | - | --- | --- |
| 2009               | Kanada             | MŚ                 | 1st                | 5  | 0 | 0 | 0 | 4   |     |
| 2012               | Kanada             | MŚ                 | 5                  | 2  | 0 | 0 | 0 | 0   |     |
| 2014               | Kanada             | IO                 | 1st                | 6  | 0 | 0 | 0 | 0   |     |
| 2016               | Kanada             | PŚ                 | 1st                | 6  | 0 | 4 | 4 | 0   |     |
| Seniorskie łącznie | Seniorskie łącznie | Seniorskie łącznie | Seniorskie łącznie | 19 | 0 | 4 | 4 | 4   |     |